# مؤسسة السجناء السياسيين
مؤسسة السجناء السياسيين  مؤسسة حكومية تابعة لمجلس الوزراء العراقي تأسست سنة 2005 مهمتها معالجة الوضع العام للسجناء والمعتقلين السياسيين ومحتجزي رفحاء قبل 2003 وتعويضهم مادياً ومعنويا، يرأسها حالياً حسين علي خليل السلطاني. ا